# Ri-Evoluzione
Ri-Evoluzione è un singolo del gruppo musicale italiano GHOST, pubblicato il 20 novembre 2020 dall'etichetta Il Soffio del Vento.

## Video musicale
Il video ufficiale, girato interamente a Cinecittà World, è stato pubblicato su YouTube il 20 novembre 2020.